# جيم كوتر
جيم كوتر (بالإنجليزية: Jim Cotter)‏ هو ملحن أسترالي، ولد في 1948.